# Riccardo Grassetti
Riccardo Grassetti (Roma, 5 luglio 1941) è un direttore della fotografia italiano.

## Filmografia
- Oceano, regia di Folco Quilici - documentario (1971)
- Il dio sotto la pelle, regia di Folco Quilici e Carlo Alberto Pinelli - documentario (1974)
- Fratello mare, regia di Folco Quilici - documentario (1975)
- Milano... difendersi o morire, regia di Gianni Martucci (1978)
- Aloha, regia di Ivana Massetti (1984)
- Le diaboliche, regia di Luigi Russo (1987)
- Strike Commando, regia di Bruno Mattei (1987)
- Double Target (Doppio bersaglio), regia di Bruno Mattei (1987)
- Cop Game - Giochi di poliziotto, regia di Bruno Mattei (1988)
- Zombi 3, regia di Lucio Fulci, Bruno Mattei e Claudio Fragasso (1988)
- Trappola diabolica, regia di Bruno Mattei e Claudio Fragasso (1988)
- Nato per combattere, regia di Bruno Mattei (1989)
- Robowar - Robot da guerra, regia di Bruno Mattei (1989)
- Appuntamento a Trieste, regia di Bruno Mattei - serie TV (1989)
- Terminator 2, regia di Bruno Mattei (1989)
- Desideri, regia di Bruno Mattei (1990)
- Azzurro profondo, regia di Filippo De Luigi - film TV (1993)
- Missione d'amore, regia di Dino Risi - serie TV (1993)
- La dottoressa Giò - serie TV (1997)
- The Hidden Pearl - serie TV (2001)